# 黃皺卵沫蟬
黃皺卵沫蟬（学名：Peuceptyelus rokurinzana）为尖胸沫蟬科卵沫蟬屬下的一个种。